# Mikaela Kumlin Granit
Mikaela Ruth Gunilla Kumlin Granit, född 1 november 1967, är en svensk diplomat och Sveriges ständiga representant vid Europeiska unionen.

## Biografi
Kumlin Granit tog en filosofie kandidatexamen i nationalekonomi och statsvetenskap vid Stockholms Universitet 1992. Hon har även studerat internationella relationer på Knox College i Galesburg i Illinois. 
Hon började på Utrikesdepartementet 1994, med utlandstjänstgöring som andresekreterare på ambassaden i Harare 1997–1999 och som förstesekreterare på ambassaden i Washington 1999–2004.
Mellan 2007 och 2012 var Kumlin Granit tjänstledig från Utrikesdepartementet. Inför och under det svenska EU-ordförandeskapet 2009 arbetade hon på Statsrådsberedningen som departementsråd. Därefter tjänstgjorde hon som utrikespolitisk rådgivare i kabinettet hos Europeiska rådets ordförande Herman Van Rompuy i Bryssel. Kumlin Granit återvände till Utrikesdepartementet 2012 och blev då enhetschef och departementsråd vid enheten för Europeiska unionen.
Från 2018 till 2021 var hon ambassadör i Österrike, Slovakien och Slovenien med stationering i Wien, samt Sveriges ständige representant till FN-organisationerna i Wien, inklusive IAEA (FN:s internationella atomenergiorgan). Den 23 september 2019 blev hon, som första svensk, ordförande för IAEA:s styrelse för perioden 2019–2020.
I augusti 2021 tillträdde Kumlin Granit som till ambassadör i London, ett uppdrag hon innehade till augusti 2023, då hon tillträdde som ny chef för Sveriges ständiga representation vid Europeiska unionen i Bryssel.

### Familj
Kumlin Granit är dotter till diplomaten Krister Kumlin, syster till fotomodellen Kristina Kumlin och sondotter till diplomaten Ragnar Kumlin. Hon växte upp i bland annat Thailand och Frankrike Hon talar engelska, franska och tyska. 
Hon är gift med Jakob Granit, generaldirektör för Havs- och vattenmyndigheten, och har tre barn.